# Musée d'Elbeuf
Le musée d'Elbeuf est un musée situé à Elbeuf (Seine-Maritime).
Constituées dès 1884 autour des taxidermies rassemblées par Pierre Noury, les collections du musée conservent aujourd'hui près de 45 000 objets, parmi lesquels des machines textiles, des objets archéologiques, des animaux naturalisés, des peintures et un ensemble d'ornements liturgiques.

## Histoire
En 1880, le Conseil municipal d'Elbeuf décide de la création de deux musées, l'un d'histoire naturelle et l'autre d'art. Grâce à une souscription publique, la collection d'oiseaux naturalisés de Pierre Noury, ancien préparateur au Museum d'Histoire naturelle de Paris, est acquise.
Le musée ouvre en mars 1884 au rez-de-chaussée de l'Hôtel de ville : il est uniquement consacré aux collections de taxidermie. Pierre Noury en est le premier conservateur. Ce dernier développe les collections, en les ouvrant aux Beaux-Arts, et la ville reçoit à ce titre plusieurs dépôts de toiles et de sculptures appartenant à l'Etat.

Soutenu par la bourgeoisie locale, le musée s'enrichit de dons et accueille les réunions de plusieurs sociétés savantes, comme la Société d'études naturelles d'Elbeuf ou la Société normande d'Etudes préhistoriques. 

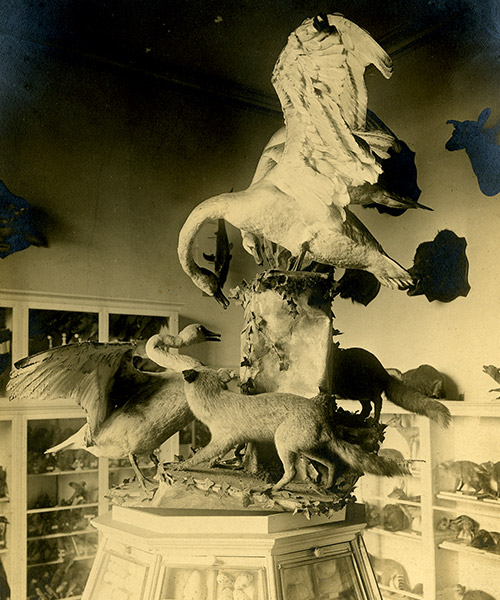
Vue de la muséographie du musée d'Elbeuf vers 1900
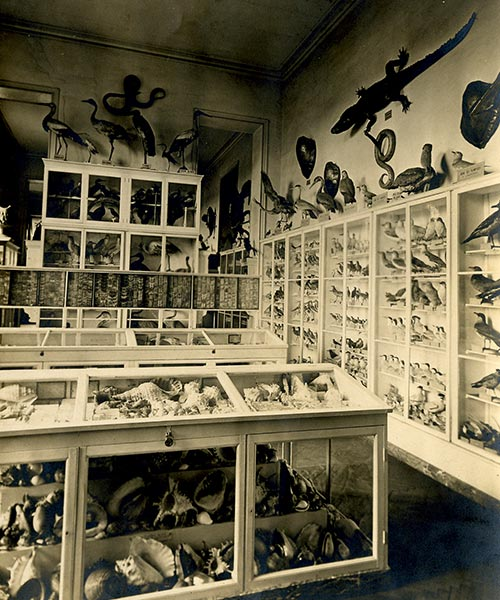
Vue de la muséographie du musée d'Elbeuf vers 1900
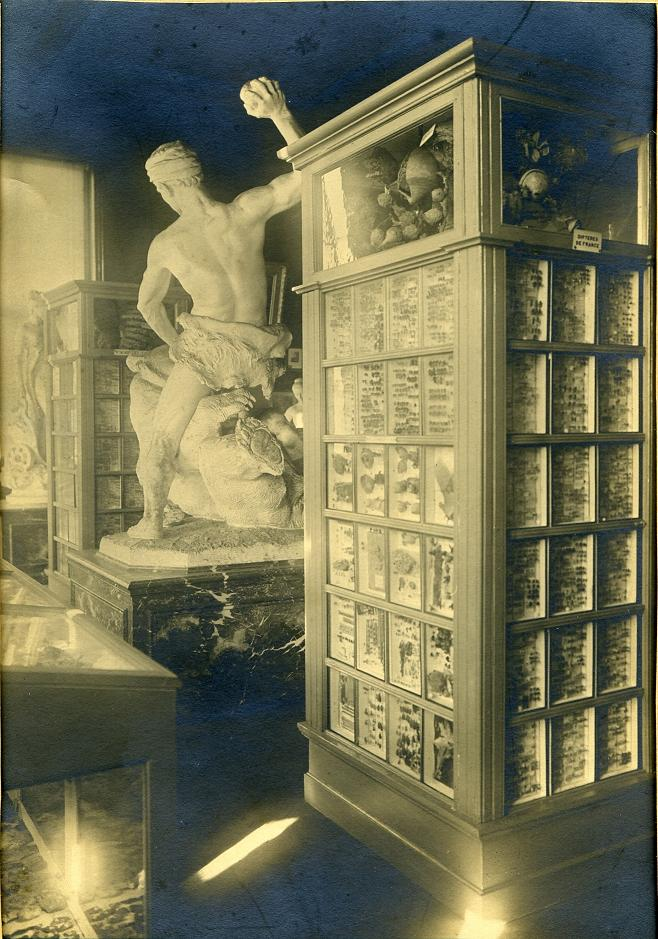
Vue de la muséographie du musée d'Elbeuf vers 1900
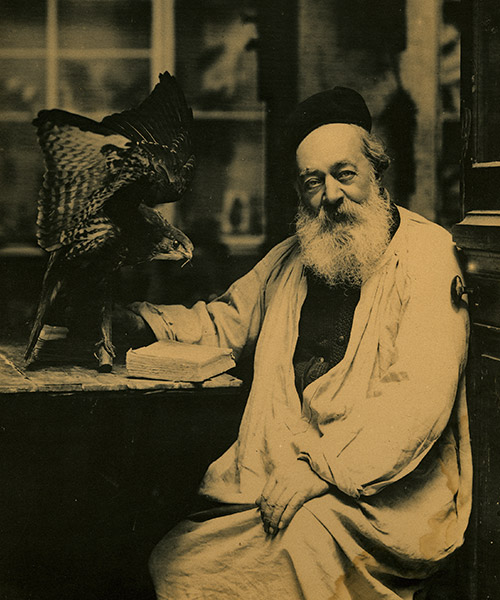
Pierre Noury posant devant un oiseau naturalisé

À Pierre Noury, succède Léon Coulon en 1894, puis Gabriel Loisel en 1944 et enfin Charles Brisson en 1954. L'intérêt de ce dernier pour l'histoire locale permet d'élargir les champs d'intérêt du musée vers l'archéologie et l'activité drapière, alors en déclin.
Dans les années 1990, le musée collecte différentes machines issues des dernières usines drapières de la ville, qui ferment leurs portes entre 1970 et 1992. Une extension du musée ouvre temporairement dans l'ancienne usine Franckel-Herzog.
Après plusieurs années de travaux, le musée déménage en 2010 dans les anciennes usines Blin et Blin réhabilitées. Il fait partie de la Fabrique des Savoirs, équipement de la Métropole Rouen Normandie, qui depuis le 1er janvier 2016 a rejoint la Réunion des musées métropolitains Rouen Normandie.
Le musée est labellisé « musée de France » par le Ministère de la Culture et de la Communication.

## Les collections

### Archéologie
La collection archéologique regroupe des objets de la Préhistoire au Moyen Âge. L'Antiquité y est bien représentée, avec les objets découverts à Elbeuf sur le site de la villa du Buquet, ainsi qu'à Caudebec-lès-Elbeuf avec la nécropole de la ville antique d'Uggate.

### Histoire industrielle
La collection industrielle, constituée de machines, d'échantillons ainsi que de nombreux témoignages de la vie des ouvriers et de l'organisation du travail, retrace le passé drapier de la ville d'Elbeuf et des communes environnantes.

### Sciences naturelles
La collection de sciences naturelles présente les milieux naturels locaux ainsi que l'histoire des sciences à Elbeuf, autour de figures de naturalistes normands célèbres, comme Henri Gadeau de Kerville.
Le musée conserve également un ensemble de vêtements liturgiques datant de la fin du XVe siècle au début du XIXe siècle, provenant de l'église Saint-Jean d'Elbeuf.
Cette diversité permet au musée de présenter le territoire sous de multiples aspects, notamment environnementaux, historiques et archéologiques. La Seine, véritable fil conducteur, fait le lien entre les différents types de collection.

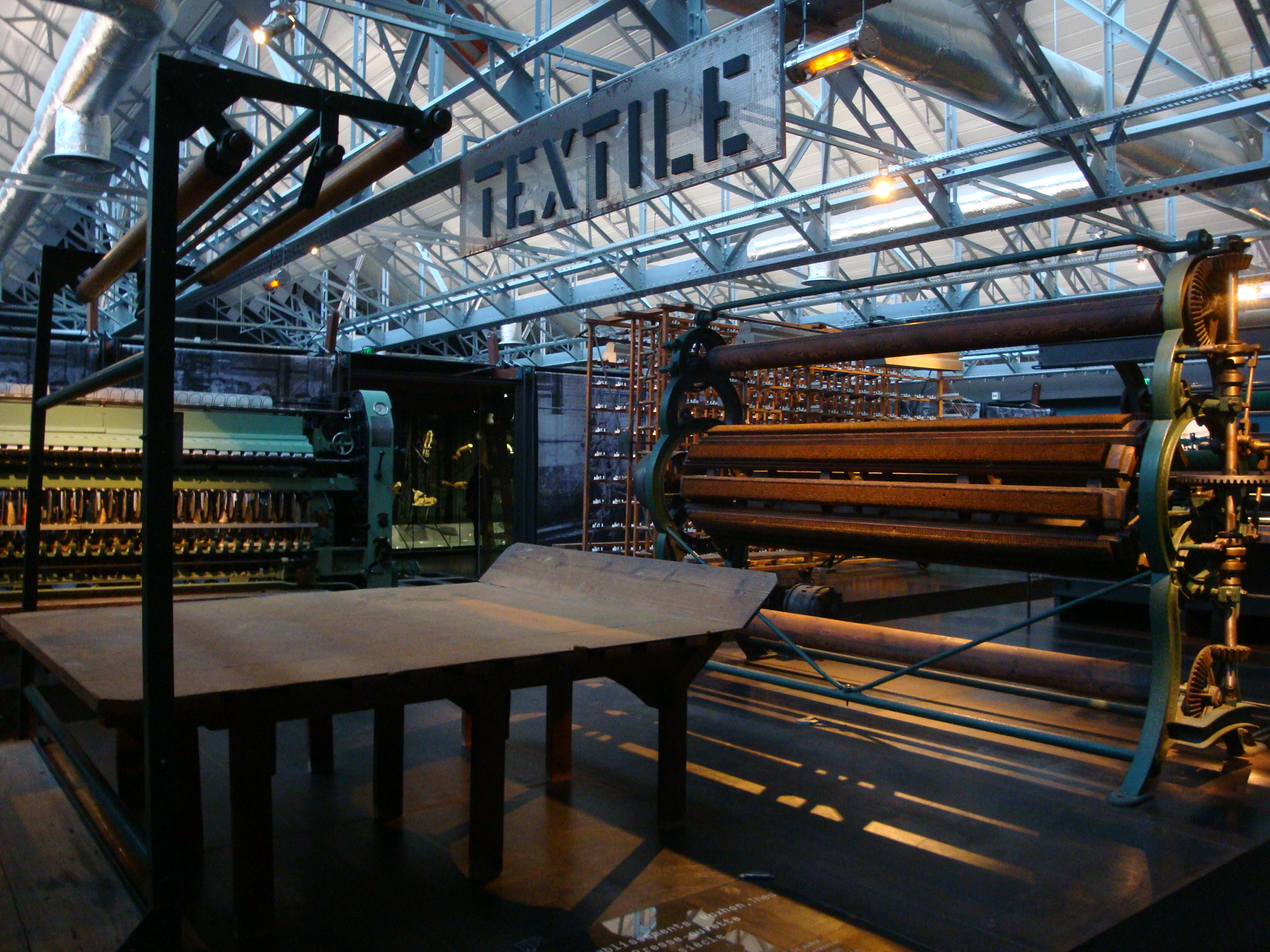
Machines textiles du musée.
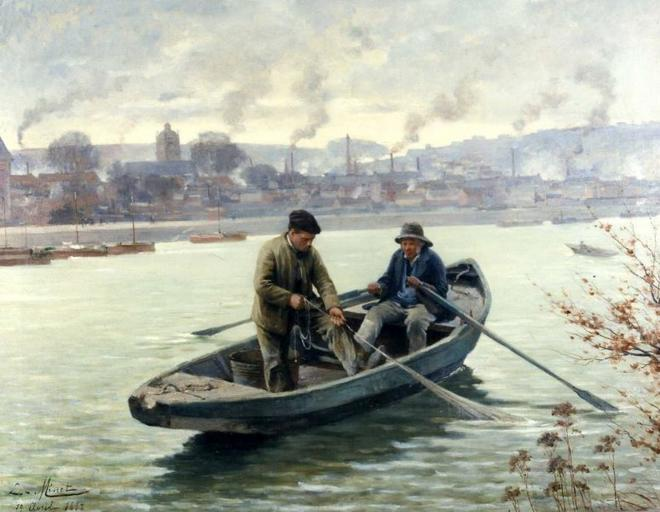
La pêche à la violette de Émile-Louis Minet.
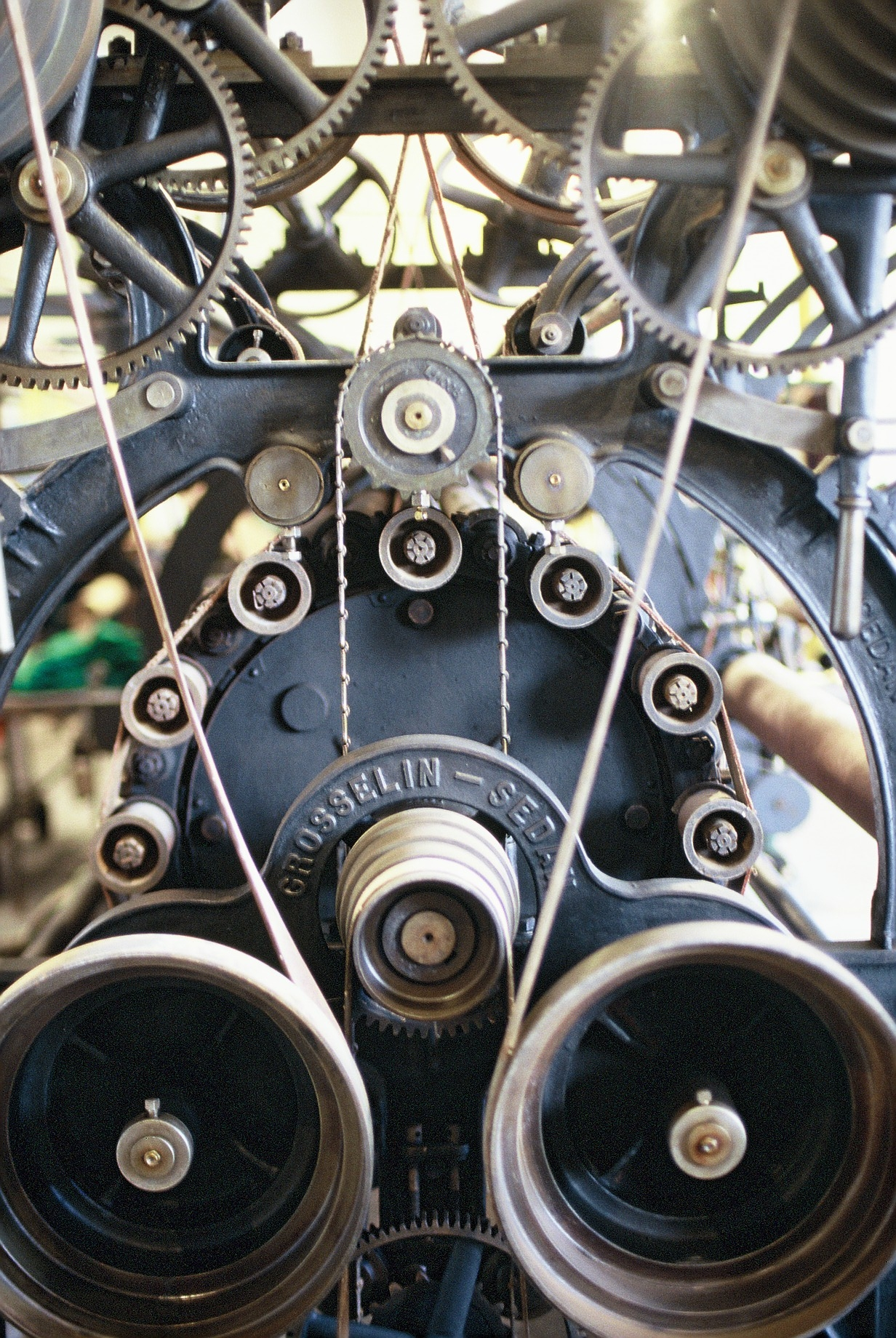
Laineuse à picots.
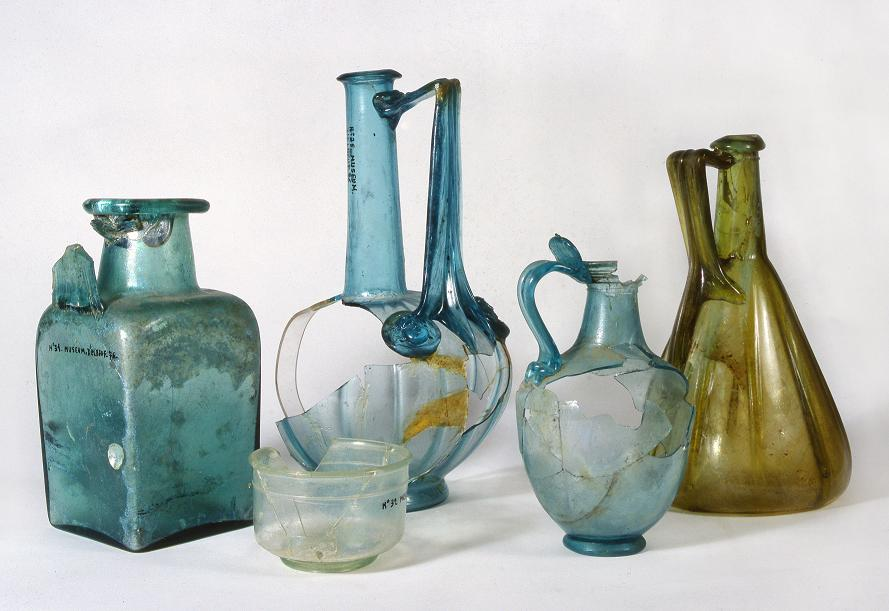
Pièces de verre gallo-romaines provenant de la nécropole d'Uggate.
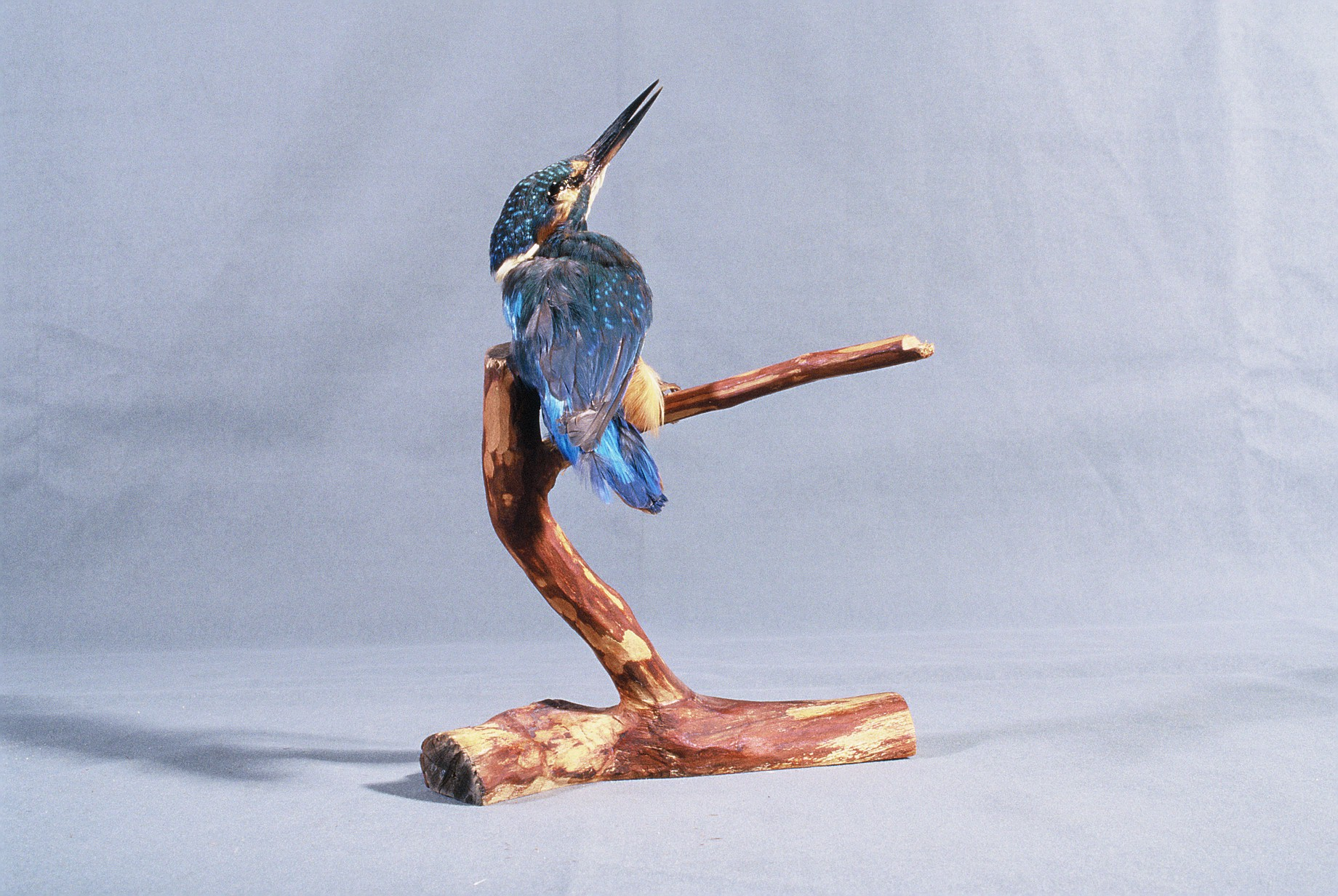
Martin pêcheur.

### Artistes présents dans les collections
- Joseph Désiré Aubert
- Berthe Mouchel
- Robert Delandre
- René Olivier
- Ernest-Eugène Chrétien
- Henri de Triqueti
- Émile-Louis Minet
- Pierre Claude François Delorme
- Amable Delaunay
- Léon-Jules Lemaître
- Raymond Dendeville
- Raymond Delamarre
- Émile-André Boisseau
- Paul Lazerges
- Gonzague Privat
- Charles Hermann-Léon
- Jean-Louis Grégoire
- Victor de Grailly
- Muirhead Bone
- Camille-Auguste Gastine
- Paul Bocquet
- Alexandre Bertin
- Richard Dufour
- Marinette Cueco
- Gaston Noury

### Typologies de collections
- Métier à tisser
- Métier Jacquard
- Ourdissage
- foulage
- Taxidermie
- Paramentique

## Fréquentation
| 2001   | 2002  | 2003  | 2004  | 2005  | 2006  | 2007  | 2008  | 2009 | 2010  | 2011   | 2012   | 2013   | 2014   | 2015   | 2016   |
| ------ | ----- | ----- | ----- | ----- | ----- | ----- | ----- | ---- | ----- | ------ | ------ | ------ | ------ | ------ | ------ |
| 20 854 | 6 213 | 8 247 | 6 822 | 6 738 | 6 774 | 5 526 | 4 071 | NC   | 4 712 | 17 547 | 22 954 | 32 541 | 37 816 | 37 685 | 65 248 |